# Aimee Kelly

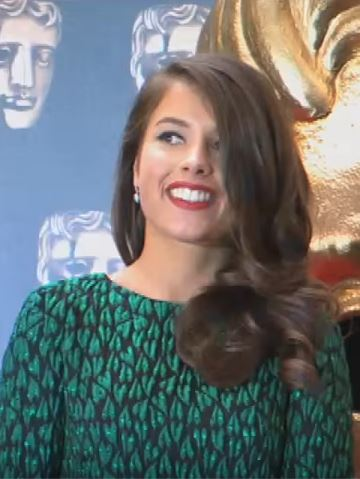
Aimee Kelly (2013)

Aimee Kelly (* 8. Juli 1993 in Newcastle, England) ist eine britische Schauspielerin.
Sie hat eine Zwillingsschwester namens Katie Kelly und eine jüngere Schwester Molly. Sie spielt in dem Film Sisters’ Hood – Die Mädchengang (Sket) als Hauptdarstellerin die Rolle der Kayla und in der CBBC-Serie Wolfblood – Verwandlung bei Vollmond, die mit dem ZDF koproduziert wurde, die Hauptrolle der Maddy Smith.
Sie wurde 2011 für ihre Rolle als Kayla in Sket als beste britische Nachwuchsdarstellerin für den BFI Award nominiert.

## Filmografie (Auswahl)

### Kino
- 2011: Sisters’ Hood – Die Mädchengang (Sket)
- 2019: The Personal History of David Copperfield
- 2020: The Duke

### Fernsehen
- 2006: Raven (Fernsehserie, Folge 6x04)
- 2012: Playhouse Presents (Fernsehserie, Folge 1x06)
- 2012–2013: Wolfblood – Verwandlung bei Vollmond (Wolfblood, Fernsehserie, 26 Folgen)
- 2014: Call the Midwife – Ruf des Lebens (Call the Midwife, Fernsehserie, Folge 3x08)
- 2017: Doctors (Fernsehserie, Folge 19x77)
- 2017: Holby City (Fernsehserie, Folge 19x57)
- 2021: Grantchester (Fernsehserie, Folge 6x06)
- 2022: Silent Witness (Fernsehserie, Folge 25x05)
- 2022: This Sceptred Isle (Fernsehserie)
- 2023: Hijack (Miniserie)